# Émeline Michel
Émeline Michel, née le 21 mars 1966, aux Gonaïves, en Haïti, est une chanteuse, auteur-compositrice-interprète, qui chante en créole haïtien, en français et en anglais.

## Biographie
Née d'un père pasteur, et d'une mère commerçante. Emeline a commencé à chanter à l'église, jusqu'au jour où Yole Dérose, la femme d'Ansy Dérose, l'avait remarqué à Port-au-Prince et depuis lors, elle est devenue comme une mère pour Emeline. Petite, Emeline allait passer régulièrement ses vacances à Dubedou une petite localité située dans la 5e section communale des Gonaïves, elle l'a d'ailleurs mentionné dans la chanson "gade papi". Elle a commencé ses études secondaires au Lycée Louis Diaquoi, communément appelé Lycée de jeunes filles des Gonaïves, puis elle a été au collège St Pierre de Port-au-Prince. La diva chante au côté de plusieurs grandes stars haïtiennes et étrangères, comme James Germain, Lionel Benjamin, Beethoova Obas pour ne citer que ceux-là.
Emeline Michel a commencé sa carrière dès son plus jeune âge. Elle commençait à chanter toute petite. Elle n'a pas pris trop de temps pour s'installer dans le rang des meilleurs chanteuses haitiennes. Par son talent extraordinaire il a marqué toute une génération. Enfin Emeline Michel a tracé la voie aux jeunes artistes féminines.

### Engagements
- En janvier 2010, Émeline Michel se mobilise pour venir en aide aux victimes du tremblement de terre du 12 janvier 2010 qui frappa durement Haïti. Elle participe notamment, aux côtés de nombreuses célébrités, au téléthon américain Hope for Haïti (Espoir pour Haïti, en français), organisé par George Clooney et Wyclef Jean, et destiné à récolter des fonds pour aider le pays dévasté[2]. Elle y interprète une version très gospel de Many Rivers to Cross du jamaïcain Jimmy Cliff[3]. 
Un album live, Hope for Haiti Now, est enregistré pour l'occasion ; dès le premier week-end de sa sortie, plus de 171 000 copies sont vendues en téléchargement, et il devient en 2 jours le premier album vendu uniquement en téléchargement à se classer au Billboard 200[4].
- En 2013, Émeline Michel participe au projet Women without borders de l'ONU Femmes (l'entité des Nations-Unies pour l'égalité des sexes et l'autonomisation des femmes), pour diffuser un message d'unité et de solidarité : « Nous sommes "One woman" (une seule femme) », sous la forme d'une chanson dénonçant la discrimination et les violences faites aux femmes. La chanteuse haïtienne l'interprète aux côtés de grandes voix venues de tous horizons, telles que celles de la malienne Rokia Traoré, de la béninoise Angélique Kidjo, de l'écossais Jim Diamond, de l'indienne Anoushka Shankar, de l'espagnole Concha Buika, de l'israélien Idan Raichel, de la Malaisienne Yuna, de la brésilienne Bebel Gilberto, de la chinoise Jane Zhang, et de Debi Nova du Costa Rica[5].

## Discographie

### Collaborations
| Année | Titre                                                                  | Durée | Album                                     | Label            |
| ----- | ---------------------------------------------------------------------- | ----- | ----------------------------------------- | ---------------- |
| 1990  | Haïti chérie (Kali, featuring Émeline Michel)                          | 3:37  | Racines Caraïbes, Vol. 5                  |                  |
| 2000  | M'Pap Palé Tandé (avec le guitariste haïtien Makarios Césaire)         | 5:14  | Nouveau Monde                             | Sonodisc         |
| 2000  | Ou pran la vi'm (Mozayik, featuring Émeline Michel)                    | 5:36  | Mozayik                                   | Mozayik          |
| 2002  | Universelle (Tanya Saint-Val, featuring Émeline Michel)                | 4:03  | Ansanm' de Tanya Saint-Val                | Netty Prod       |
| 2010  | Many Rivers to Cross (de Jimmy Cliff)                                  | 03:14 | Hope for Haiti Now                        |                  |
| 2009  | Wongol (Jowee Omicil, featuring Émeline Michel)                        | 02:05 | Roots and Grooves                         | BBjuiss Records  |
| 2013  | One Woman                                                              | 04:07 | Single : One Woman, a song for U.N. Women |                  |
| 2013  | Isle de Gorée (Damon Banks, featuring Émeline Michel)                  | 4:48  | Travelguides                              | Damon Banks      |
| 2013  | Selot papa nou (Kali, featuring Émeline Michel, Imojah DS & Ras Congo) | 3:48  | C'est l'éveil (Nyabinghi)                 | Hibiscus Records |
| 2013  | Louez le Dieu des Dieux (Kali, featuring Émeline Michel)               | 3:44  | C'est l'éveil (Nyabinghi)                 | Hibiscus Records |

### Compilations
| Année | Titre                                                        | Durée | Album                                                     | Label                |
| ----- | ------------------------------------------------------------ | ----- | --------------------------------------------------------- | -------------------- |
| 2004  | Rêves froissés                                               | 5:07  | Les Ténors du Konpa                                       | Antilles Mizik       |
| 2011  | Awa (extrait de l'album Reine de cœur d'Émeline Michel)      | - :14 | Festival International Nuits d'Afrique : Compilation 2011 |                      |
| 2012  | Mwen Paré (extrait de l'album Cordes & Ame d'Émeline Michel) | 5:09  | Compas Explosion                                          | Manno Unisex Records |
| 2013  | A.K.I.K.O                                                    | 4:33  | Les fleurs d'Haïti, vol. 3 (Pour les gens de bien)        | Légendes Productions |
| 2014  | Pran men'm (Prend ma main)                                   | 5:49  | L'année du Zouk 2014 (CD + DVD) (Aztec Musique)           |                      |

## Filmographie

### Télévision
- 1993 : Divine Haïti, documentaire de création de Veronika Wedo Dessout (52 min).
- 2010 : Moi Noire, Féminin pluriel : Portraits d'amazones[8] documentaire de Laurent Champonnois et Michel Reinette (52 min).